# Шпитальный, Вадим Петрович
Вадим Петрович Шпитальный (8 января 1941, Куйбышевка-Восточная, Хабаровский край — 20 марта 1994, Саратов) — советский футболист, нападающий и полузащитник, футбольный тренер. Мастер спорта СССР.

## Биография
Воспитанник саратовского футбола. Начал выступать на взрослом уровне в 1960 году в клубе из Саратова, носившем название «Локомотив» (позднее — «Труд», «Сокол»). Бессменно провёл в команде 14 сезонов, за это время сыграл несколько сотен матчей в первой и второй лиге первенства СССР (279 матчей без учёта статистики в сезонах 1960—1964 и 1971). Полуфиналист Кубка СССР 1966/67, выходил на поле в полуфинальном матче против московского «Динамо». Стал первым саратовским футболистом, которому было присвоено звание мастера спорта СССР. Входил в состав сборной РСФСР.
В последние годы игровой карьеры входил в тренерский штаб «Сокола» в качестве играющего тренера, а в 1973 году завершил карьеру и сосредоточился на тренерской работе. В 1979 году, первой половине 1980 года и второй половине 1981 года работал главным тренером клуба.
С 1984 года перешёл на административную работу, был начальником команды «Сокол» и директором клубной СДЮСШОР.
Скоропостижно скончался 20 марта 1994 года в возрасте 53-х лет.

## Личная жизнь
Сын Вадим (1972—2023) и внук Владислав (род. 1996) тоже стали футболистами.